# Lola Copacabana
Inés Gallo de Urioste (Buenos Aires, 11 de noviembre de 1980), más conocida por su seudónimo Lola Copacabana, es una escritora, traductora y editora argentina.

## Biografía
Lola Copacabana se dio a conocer a través de su blog JustLola, creado en 2003, escrito en un formato similar a un diario tradicional: pequeños párrafos que relataban diferentes aspectos de su vida, desde su fascinación por Simone de Beauvoir hasta su relaciones de pareja pasando por la maternidad y los estudios. Sudamericana le propuso, a partir de él, publicar un libro, que se tituló Buena leche.
Además de llevar su blog durante diez años, antologó y tradujo al español rioplatense, junto a Hernán Vanoli, Alt-lit: literatura norteamericana actual (2014, Interzona), antología donde se explora el concepto de la literatura alternativa, un género en el que se publican obras con diseños de Internet o de la cultura de esta.
Con Vanoli fundó el sello editorial Momofuku, que publicó en 2015 su primera novela, Aleksandr Solzhenitsyn. Crimen y castigo en la Ciudad Autónoma de Buenos Aires (publicada en España por Editorial Barrett en 2019). En 2017 fue seleccionada como una de los 39 mejores autores latinoamericanos menores de 39 años en el marco del Hay Festival de Bogotá.

## Obras
- Buena leche. Diario de una joven (no tan) formal, relatos a partir de su blog; Editorial Sudamericana, Buenos Aires, 2006. ISBN 950-07-2770-6
- Aleksandr Solzhenitsyn. Crimen y castigo en la Ciudad Autónoma de Buenos Aires, novela; editorial Momofoku, Buenos Aires, 2015. ISBN 9789873368967 y Editorial Barrett, Sevilla, 2019.